# Маунт-Ентерпрайз (Техас)
Маунт-Ентерпрайз (англ. Mount Enterprise) — місто (англ. city) в США, в окрузі Раск штату Техас. Населення — 505 осіб (2020).

## Географія
Маунт-Ентерпрайз розташований за координатами 31°54′42″ пн. ш. 94°40′58″ зх. д. / 31.91167° пн. ш. 94.68278° зх. д. (31.911617, -94.682767).  За даними Бюро перепису населення США в 2010 році місто мало площу 3,84 км², уся площа — суходіл.

## Демографія
Згідно з переписом 2010 року, у місті мешкало 447 осіб у 199 домогосподарствах у складі 123 родин. Густота населення становила 116 осіб/км².  Було 238 помешкань (62/км²).
Расовий склад населення:
| - 86,4 % — білих - 7,6 % — чорних або афроамериканців - 4,5 % — осіб інших рас |

До двох чи більше рас належало 1,6 %. Частка іспаномовних становила 8,3 % від усіх жителів.
За віковим діапазоном населення розподілялося таким чином: 17,2 % — особи молодші 18 років, 58,9 % — особи у віці 18—64 років, 23,9 % — особи у віці 65 років та старші. Медіана віку мешканця становила 45,7 року. На 100 осіб жіночої статі у місті припадало 104,1 чоловіків;  на 100 жінок у віці від 18 років та старших — 96,8 чоловіків також старших 18 років.
Середній дохід на одне домашнє господарство  становив 45 307 доларів США (медіана — 36 731), а середній дохід на одну сім'ю — 54 628 доларів (медіана — 51 875). За межею бідності перебувало 20,3 % осіб, у тому числі 10,6 % дітей у віці до 18 років та 7,0 % осіб у віці 65 років та старших.
Цивільне працевлаштоване населення становило 174 особи. Основні галузі зайнятості: освіта, охорона здоров'я та соціальна допомога — 27,6 %, роздрібна торгівля — 17,2 %, сільське господарство, лісництво, риболовля — 13,2 %, будівництво — 9,8 %.